# Национално знаме на Унгария
Националното знаме на Унгария се състои от три еднакви цветни полета – червено, бяло и зелено, подредени в този ред хоризонтално от горе надолу, и има правоъгълна форма с отношение ширина към дължина 1:2.

## История
Цветовете на унгарското знаме се свързват с цветовете на герба на Арпадовата династия, който представлявал щит с червени и бели линии. Съвременното знаме се появява през 1848 г.и е въведено от унгарския революционер Шандор Петьофи който го заема от италианското трицветно знаме на революционните отряди на Джузепе Гарибалди, в чийто състав има и унгарци – в това число и Петьофи, като символ на независима Унгария по време на унгарската национална революция. По-късно унгарски революционери емигрират в Сърбия и там през 60-те години на 19 век българският революционер Георги Раковски заема цветовете на унгарското знаме, като създава по тях българско знаме на революционното движение, което в първия вариант е точен прототип на унгарското знаме, а по късно е променена подредбата на цветовете на българското национално знаме.

### Комунистическо унгарско знаме между 1949 и 1956 г.
През 1949 г. върху унгарското знаме е поставен комунистическият унгарски герб от 1949 г. През 1956 г. по време на революцията, хората масово изрязват герба от знамето, като по тозин начин се получава знаменитото „знаме с дупка“. След потушаването на революцията, гербът официално е премахнат от знамето.

## Знамена
.
.
.
.
.
.